# Quadriennale
Als Quadriennale bezeichnet man allgemein eine kulturelle Veranstaltung, die alle vier Jahre stattfindet.
In Italien wurde 1927 die Quadriennale di Roma ins Leben gerufen, die zusammen mit der Biennale in Venedig und der Triennale in Mailand das Dreigestirn der kulturellen Veranstaltungen Italiens bildet.
In Deutschland feierte die Quadriennale Düsseldorf im Jahr 2006 Premiere. Die Quadriennale Düsseldorf ist ein alle vier Jahre stattfindendes Fest der Bildenden Kunst, an dem sich die führenden Düsseldorfer Kunstmuseen, Ausstellungshäuser, die Kunstakademie sowie zahlreiche Partnerinstitutionen beteiligen. 
Die Prager Quadriennale ist eine internationale Theaterausstellung, die im Jahr 2003 zum zehnten Male stattfand.
Zwischen 1974 und 1986 fand in Erfurt die Quadriennale des Kunsthandwerks sozialistischer Länder statt.